# Гавранович, Марио
Ма́рио Гавра́нович (босн. Mario Gavranović; род. 24 ноября 1989, Лугано, Тичино) — бывший швейцарский футболист, нападающий. Выступал за сборную Швейцарии.

## Клубная карьера
Гавранович начал свою карьеру в 1996 году в «Веции», после чего попал в «Тичино» — академию «Лугано». За основную команду Марио дебютировал по ходу сезона 2006/07, а всего за два года в «Лугано» забил восемь мячей в 21 матче в чемпионате Швейцарии. Летом 2008 года Марио отправился в «Ивердон-Спорт». За него швейцарец провёл 20 матчей и забил шесть голов. 6 июля 2009 года «Ксамакс» из Невшателя арендовал молодого нападающего. За «Ксамакс» Гавранович отметился восемью голами в 18 играх.
1 февраля 2010 года Марио Гавранович перешёл в немецкий «Шальке 04». В 1/8 финала Лиги чемпионов 2011/12 Гавранович забил решающий гол в ворота испанской «Валенсии», который вывел его команду в четвертьфинал. 31 августа 2011 года Гавранович ушёл в аренду в «Майнц 05» сроком на один год с правом выкупа за 1,5 млн евро. 24 мая 2012 года «Шальке» разорвал контракт с Гаврановичем по обоюдному согласию, а швейцарец перешёл в «Цюрих». 15 июля 2012 года Марио дебютировал за новый клуб в матче против «Люцерна» (1:1), в котором он забил первый гол, реализовав пенальти. В «Цюрихе» Гавранович задержался на четыре года: за это время он забил 37 мячей в 110 играх во всех турнирах и помог клубу дважды выиграть Кубка Швейцарии.
В январе 2016 года Гавранович перешёл в хорватский клуба «Риека», подписав контракт на 2,5 года. В сезоне 2016/17 он помог команде выиграть чемпионат и Кубок Хорватии, где он стал лучшим бомбардиром. За два года в «Риеке» Марио забил 40 мячей в 80 официальных матчах. 5 января 2018 года Гавранович стал игроком загребского «Динамо». В его составе Марио четыре сезона подряд выигрывал чемпионат Хорватии, дважды взял Кубок Хорватии и один раз — Суперкубок Хорватии.
12 августа 2021 года Гавранович перешёл в турецкий «Кайсериспор».

## Международная карьера
С 2005 по 2008 год Гавранович играл в юношеских сборных Швейцарии до 17 и 19 лет. Летом 2011 года Гавранович вместе с молодёжной сборной Швейцарии выиграл серебро молодёжного чемпионата Европы.
26 марта 2011 года Гавранович дебютировал за главную сборную Швейцарии в матче против сборной Болгарии в рамках отборочного раунда чемпионата Европы 2012. 15 августа 2012 года Марио забил первый и второй гол за национальную команду, сделав дубль в товарищеском матче против сборной Хорватии (4:2). В 2014 году он отправился на первый крупный турнир в составе сборной, попав в окончательную заявку Оттмара Хитцфельда на чемпионат мира в Бразилии. Однако, ни разу не выйдя на поле за три матча группового этапа, перед 1/8 финала Гавранович был вынужден покинуть расположение сборной из-за травмы крестообразной связки, полученной на тренировке.
Следующий матч за сборную нападающий провёл почти через четыре года — в марте 2018 года против сборной Греции (1:0). В июне Владимир Петкович включил Гаврановича в заявку сборной Швейцарии на чемпионат мира в России. Команда вновь вылетела на стадии 1/8 финала, но Марио сыграл в двух матчах и отметился победной голевой передачей в матче с сербами (2:1).
В 2021 году Гавранович попал в заявку сборной на чемпионат Европы 2020. Марио выходил на замену во всех пяти матчах на турнире и забил один гол, который спас сборную Швейцарии от вылета в матче 1/8 финала против сборной Франции (3:3). Также в том матче точный удар Гаврановича в серии послематчевых пенальти помог его команде впервые с 1954 года выйти в четвертьфинал крупного турнира.

## Личная жизнь
Марио — боснийский хорват. Его родители родом из Боснии и Герцеговины, за год до его рождения они переехали в Лугано из Градачаца. В 2016 году Гавранович женился на Аните — также боснийской хорватке, которая переехала в Цюрих из Дервенты в раннем детстве. В 2019 году у них родилась дочь, которую назвали Леони.
Гавранович — полиглот: он говорит на хорватском, итальянском, французском, немецком и английском языках.

## Статистика

### Выступления за сборную
| Сборная          | Сезон            | Официальные | Официальные | Товарищеские | Товарищеские | Всего | Всего |
| Сборная          | Сезон            | Игры        | Голы        | Игры         | Голы         | Игры  | Голы  |
| ---------------- | ---------------- | ----------- | ----------- | ------------ | ------------ | ----- | ----- |
| Швейцария        | 2011             | 1           | 0           | 1            | 0            | 2     | 0     |
| Швейцария        | 2012             | 2           | 2           | 1            | 2            | 3     | 4     |
| Швейцария        | 2013             | 1           | 0           | 3            | 0            | 4     | 0     |
| Швейцария        | 2014             | 0           | 0           | 2            | 0            | 2     | 0     |
| Швейцария        | 2018             | 4           | 1           | 5            | 1            | 9     | 2     |
| Швейцария        | 2019             | 2           | 1           | 0            | 0            | 2     | 1     |
| Швейцария        | 2020             | 2           | 2           | 2            | 1            | 4     | 3     |
| Швейцария        | 2021             | 9           | 2           | 2            | 4            | 11    | 6     |
| Швейцария        | 2021             | 2           | 0           | 2            | 0            | 4     | 0     |
| Всего за карьеру | Всего за карьеру | 23          | 8           | 18           | 8            | 41    | 16    |

### Список голов за сборную
| №  | Дата            | Место проведения                                         | Игра | Соперник    | Счёт | Результат | Соревнование       |
| -- | --------------- | -------------------------------------------------------- | ---- | ----------- | ---- | --------- | ------------------ |
| 1  | 15 августа 2012 | «Полюд», Сплит, Хорватия                                 | 3    | Хорватия    | 3:1  | 4:2       | Товарищеский матч  |
| 2  | 15 августа 2012 | «Полюд», Сплит, Хорватия                                 | 3    | Хорватия    | 4:2  | 4:2       | Товарищеский матч  |
| 3  | 12 октября 2012 | «Стад де Сюис», Берн, Швейцария                          | 4    | Норвегия    | 1:0  | 1:1       | ЧМ-2014 (отбор)    |
| 4  | 16 октября 2012 | «Лаугардалсвёллур», Рейкьявик, Исландия                  | 5    | Исландия    | 2:0  | 2:0       | ЧМ-2014 (отбор)    |
| 5  | 27 марта 2018   | «Свисспорарена», Люцерн, Швейцария                       | 13   | Панама      | 5:0  | 6:0       | Товарищеский матч  |
| 6  | 12 октября 2018 | «Стадион короля Бодуэна», Брюссель, Бельгия              | 18   | Бельгия     | 1:1  | 1:2       | Лига наций 2018/19 |
| 7  | 8 сентября 2019 | «Турбийон», Сьон, Швейцария                              | 22   | Гибралтар   | 4:0  | 4:0       | ЧЕ-2020 (отбор)    |
| 8  | 7 октября 2020  | «Кибунпарк», Санкт-Галлен, Швейцария                     | 23   | Хорватия    | 1:0  | 1:2       | Товарищеский матч  |
| 9  | 13 октября 2020 | «Рейн Энерги», Кёльн, Германия                           | 25   | Германия    | 1:0  | 3:3       | Лига наций 2020/21 |
| 10 | 13 октября 2020 | «Рейн Энерги», Кёльн, Германия                           | 25   | Германия    | 3:2  | 3:3       | Лига наций 2020/21 |
| 11 | 31 марта 2021   | «Кибунпарк», Санкт-Галлен, Швейцария                     | 29   | Финляндия   | 1:0  | 3:2       | Товарищеский матч  |
| 12 | 3 июня 2021     | «Кибунпарк», Санкт-Галлен, Швейцария                     | 30   | Лихтенштейн | 1:0  | 7:0       | Товарищеский матч  |
| 13 | 3 июня 2021     | «Кибунпарк», Санкт-Галлен, Швейцария                     | 30   | Лихтенштейн | 5:0  | 7:0       | Товарищеский матч  |
| 14 | 3 июня 2021     | «Кибунпарк», Санкт-Галлен, Швейцария                     | 30   | Лихтенштейн | 6:0  | 7:0       | Товарищеский матч  |
| 15 | 28 июня 2021    | «Национальный стадион», Бухарест, Румыния                | 34   | Франция     | 3:3  | 3:3       | ЧЕ-2020            |
| 16 | 12 октября 2021 | «Стадион Литовской футбольной федерации», Вильнюс, Литва | 36   | Литва       | 4:0  | 4:0       | ЧМ-2022 (отбор)    |

## Достижения

### Командные
«Шальке 04»
- Обладатель Кубка Германии: 2010/11

«Цюрих»
- Обладатель Кубка Швейцарии (2): 2013/14, 2015/16

«Риека»
- Чемпион Хорватии: 2016/17
- Обладатель Кубка Хорватии: 2016/17

«Динамо» Загреб
- Чемпион Хорватии (4): 2017/18, 2018/19, 2019/20, 2020/21
- Обладатель Кубка Хорватии (2): 2017/18, 2020/21
- Обладатель Суперкубка Хорватии: 2019

Сборная Швейцарии (до 21)
- Серебряный призёр чемпионата Европы среди молодёжных команд: 2011

### Личные
- Лучший бомбардир Кубка Хорватии: 2016/17
- Входит в состав символической сборной чемпионата Хорватии (2): 2017[19], 2018[20]